# 金盆泡
金盆泡是一个位于中国吉林西北部边界省镇赉县的湖泊，面积约为3.7平方千米，平均水深约为1米。